# Linfoma

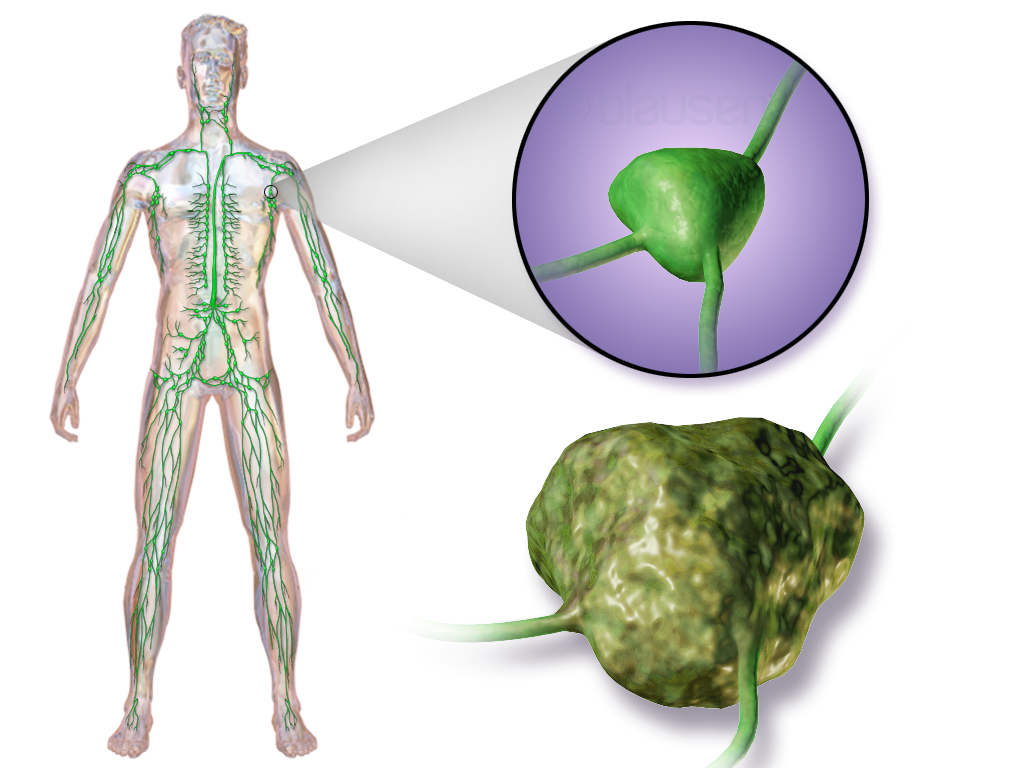
Linfoma y sistema linfático.

Los linfomas son un conjunto de neoplasias hematológicas que se desarrollan en el sistema linfático, que también forman parte del sistema inmunitario del cuerpo. A los linfomas también se les llama tumores sólidos hematológicos para diferenciarlos de las leucemias. Los signos y síntomas pueden incluir ganglios linfáticos agrandados, fiebre, sudores empapados, pérdida de peso involuntaria, picazón y sensación de cansancio constante.Los ganglios linfáticos agrandados suelen ser indoloros. Los sudores son más frecuentes por la noche.

Se conocen muchos subtipos de linfomas. Las dos categorías principales de linfomas son el linfoma no Hodgkin (LNH) (90% de los casos) y linfoma de Hodgkin (LH) (10%).  Los linfomas, leucemias y mielomas forman parte del grupo más amplio de tumores de los tejidos hematopoyéticos y linfoides. 
Los factores de riesgo del linfoma de Hodgkin incluyen la infección por el virus de Epstein-Barr y antecedentes de la enfermedad en la familia. Los factores de riesgo de los tipos comunes de linfomas no Hodgkin incluyen las enfermedades autoinmunes, el VIH/sida, la infección por el virus linfotrópico T humano, la medicación inmunosupresora y algunos pesticidas.  En 2014, la Agencia Internacional para la Investigación del Cáncer actualizó su clasificación del tricloroetileno al Grupo 1, indicando que existen pruebas suficientes de que causa cáncer de riñón en humanos, así como algunas pruebas de cáncer de hígado y linfoma no Hodgkin.  Comer grandes cantidades de carne roja y fumar tabaco también pueden aumentar el riesgo.    El diagnóstico, si hay ganglios linfáticos agrandados, suele realizarse mediante biopsia de ganglios linfáticos. La sangre, la orina y el análisis de médula ósea también pueden ser útiles para el diagnóstico. Imágenes médicas puede realizarse entonces para determinar si el cáncer se ha extendido y dónde.El linfoma se extiende con más frecuencia a los pulmones, el hígado y el cerebro.
El tratamiento puede implicar uno o más de los siguientes: quimioterapia, radioterapia, terapia de protones, terapia dirigida y cirugía.En algunos linfomas no Hodgkin, un aumento de la cantidad de proteína producida por las células del linfoma hace que la sangre se vuelva tan espesa que se realiza plasmaféresis para eliminar la proteína.  Espera vigilante puede ser adecuada para ciertos tipos.  El pronóstico depende del subtipo, siendo algunos curables y el tratamiento prolonga la supervivencia en la mayoría.La tasa de supervivencia a cinco años en Estados Unidos para todos los subtipos de linfoma de Hodgkin es del 85%, mientras que la de los linfomas no Hodgkin es del 69%. A nivel mundial, los linfomas se desarrollaron en 566.000 personas en 2012 y causaron 305.000 muertes. Constituyen entre el 3 y el 4% de todos los cánceres, lo que los convierte, como grupo, en la séptima forma más frecuente.   En los niños, son el tercer tipo de cáncer más frecuente.Se dan con más frecuencia en el mundo desarrollado que en el mundo en desarrollo.
{

## Clasificación de los linfomas
La principal clasificación de los linfomas se divide en dos tipos según su origen celular, evolución, tratamiento y pronóstico que son:
1. Linfoma de Hodgkin: debe este nombre al doctor que la descubrió Thomas Hodgkin en 1832. A partir de la década de 1990 la incidencia de la Enfermedad de Hodgkin va descendiendo.
2. Linfomas no hodgkinianos: son un conjunto de linfomas diferentes al linfoma de Hodgkin del que existen múltiples clasificaciones. En el linfoma no hodgkiniano se incluyen más de 30 linfomas diferentes. Al contrario que la enfermedad de Hodgkin la incidencia va en aumento a partir de 1990.

### Clasificación REAL actualizada de la OMS de los síndromes linfoproliferativos
Desde 1995 los miembros de las sociedades europeas y estadounidenses de hematopatología han estado colaborando en la elaboración de una nueva clasificación de la Organización Mundial de la Salud (OMS) que representa una versión actualizada del sistema REAL (Revised European-American Lymphoma Classification).
La modificación de la clasificación REAL por la OMS reconoce 3 categorías principales de neoplasias linfoides basándose en la morfología y el linaje celular: neoplasias de linfocitos B, neoplasias de linfocitos T y linfocitos citolíticos naturales o células NK (del inglés, natural killer), y linfoma de Hodgkin. Tanto los linfomas como las leucemias linfoides caen bajo esta clasificación porque tanto las fases sólidas como las circulantes se encuentran en muchas neoplasias linfoides y la distinción entre ambos es artificial. Por ejemplo, la leucemia linfocítica crónica de linfocitos B y el linfoma linfocítico pequeño de linfocitos B no son más que diferentes manifestaciones de la misma neoplasia como lo son los linfomas linfoblásticos y las leucemias linfocíticas agudas. Dentro de las categorías de linfocitos B y linfocitos T, se reconocen 2 subdivisiones: neoplasias de células precursoras, que corresponden a los estados más tempranos de diferenciación, y neoplasias de células maduras (ya diferenciadas). 
Por tanto se distinguen:

#### Linfomas de linfocitos B
- Linfomas precursores de linfocitos B: leucemia linfoblástica precursora aguda de linfocitos B (LLA-B, y linfoma linfoblástico precursor de linfocitos B (LBL, por sus siglas en inglés).
- Linfomas periféricos de linfocitos B.

1. Leucemia linfocítica crónica de linfocitos B y linfoma linfocítico pequeño de linfocitos B.
2. Leucemia prolinfocítica de linfocitos B.
3. Linfoma/inmunocitoma linfoplasmacítico.
4. Linfoma de células de manto.
5. Linfoma folicular.
6. Linfoma extranodal de zona marginal de linfocitos B de tipo MALT.
7. Linfoma nodal de zona marginal de linfocitos B (de linfocitos B ± monocitoides).
8. Linfoma esplénico de zona marginal (linfocitos ± vellosos).
9. Leucemia de células pilosas.
10. Plasmacitoma y mieloma de células plasmáticas.
11. Linfoma difuso de células B grandes.
12. Linfoma de Burkitt.

#### Linfomas de linfocitos T y células NK
- Linfomas precursores de linfocitos T: leucemia linfoblástica precursora aguda de linfocitos T (LLA-T) y linfoma linfoblástico precursor de linfocitos T (LBL), por sus siglas en inglés).
- Linfomas de células NK y linfocitos T periféricos.

1. Leucemia linfocítica y leucemia prolinfocítica crónicas de linfocitos T.
2. Leucemia linfocítica granular de linfocitos T.
3. Micosis fungoide y el síndrome de Sézary.
4. Linfoma periférico de linfocitos T, sin ninguna otra caracterización.
5. Linfoma hepatoesplénico de linfocitos T gamma y delta.
6. Linfoma de apariencia paniculítica subcutáneo de linfocitos T.
7. Linfoma angioinmunoblástico de linfocitos T.
8. Linfoma extranodal de linfocitos T y de células NK, tipo nasal.
9. Linfoma intestinal de linfocitos T, de tipo enteropático.
10. Linfoma y leucemia de linfocitos T en adultos (HTLV 1+).
11. Linfoma anaplásico de linfocitos grandes, de tipo sistémica primario.
12. Linfoma anaplásico de linfocitos grandes, de tipo cutáneo primario.
13. Leucemia agresiva de células NK.

#### Linfoma de Hodgkin (Enfermedad de Hodgkin)
- Linfoma de Hodgkin nodular abundante en linfocitos.
- Linfoma de Hodgkin clásico.

1. Linfoma de Hodgkin con esclerosis nodular.
2. Linfoma de Hodgkin clásico rico en linfocitos.
3. Linfoma de Hodgkin de celularidad mixta.
4. Linfoma de Hodgkin con depleción de linfocitos.

## Prevalencia del linfoma
- Los linfomas son una forma de cáncer que tiene una prevalencia o que afecta a más de un millón de personas en todo el mundo. El linfoma no hodgkiniano es el tercer tipo de cáncer con mayor crecimiento, después del melanoma y del cáncer de pulmón. La incidencia de linfomas aumenta en un 3 % anual y a partir del año 2000 es la quinta causa de mortalidad por cáncer, con unas cifras de aproximadamente 60 000 nuevos diagnósticos cada año en Estados Unidos de América.
- En los Estados Unidos de América los linfomas son solo el 5 % de todos los tipos de cáncer, mientras que la Enfermedad de Hodgkin representa solo el 1 % de todos los casos de cáncer (según el Instituto Nacional de Salud de los Estados Unidos de América).
- En España se estima que los linfomas tienen una incidencia media de 3 nuevos casos por cada 100 000 habitantes al año.

## Estadificación de los linfomas
Se utiliza la clasificación de Ann Arbor para la Enfermedad de Hodgkin de 1971. Para poder estudiar un linfoma se precisa de información de la historia clínica, exploración física, técnicas de diagnóstico por la imagen, análisis de sangre, informe de la biopsia inicial y de la médula ósea.

### Estados clínicos
- Estado I: afectación de una sola región ganglionar, o afectación localizada de un solo órgano o localización extralinfática.
- Estado II: afectación de dos o más regiones ganglionares del mismo lado del diafragma, o afectación localizada de un solo órgano o localización extralinfática (E) y su ganglio o ganglios regionales con o sin afectación de otras regiones ganglionares en el mismo lado del diafragma.
- Estado III: afectación de regiones ganglionares a ambos lados del diafragma, que puede acompañarse también de afectación localizada de un órgano o localización extralinfática asociada, o de afectación de bazo (S) o ambas (E+S).
- Estado IV: afectación diseminada de uno o más órganos extralinfáticos, con o sin afectación ganglionar asociada, o afectación extralinfática aislada con afectación ganglionar a distancia. La afectación de médula ósea implica un estado IV.

### Síntomas A, B y E
Cada estado clínico debe clasificarse en A y B dependiendo de la ausencia (A) o presencia (B) de síntomas generales definidos. Estos síntomas B son los siguientes.
- Pérdida de peso inexplicada de más del 10% del peso corporal habitual en los últimos seis meses a la primera consulta médica.
- Fiebre inexplicada con una temperatura superior a 38 °C de duración mayor a 2 semanas. Una enfermedad febril breve asociada a una infección conocida no es un síntoma B.
- Sudoración nocturna profusa

Síntomas E: afección única, confinada a tejidos extralinfáticos, salvo el hígado y la médula ósea.

### Modificadores
Estas letras pueden ser añadidas a algunos estados:
A: ausencia de síntomas constitucionales.
B: presencia de síntomas constitucionales.
S: enfermedad diseminada al Bazo ("spleen" en inglés).
E: usado si la enfermedad es Extranodal (no en los nodos linfáticos), o si la enfermedad se ha diseminado desde los nodos linfáticos hacia el tejido adyacente.
X: usada si la masa más grande es > 10 cm de tamaño o si el mediastino es más ancho que 1/3 del tórax en los rayos x de tórax.

### Regiones linfáticas y órganos extralinfáticos
- Regiones linfáticas: corresponden a localizaciones de ganglios linfáticos inaccesibles a la exploración física (palpación e inspección) como región cervicosupraclavicular, región axilar y región inguinal. Las regiones linfáticas solo visualizadas por técnicas de imagen como la TAC son el mediastino, retroperitoneo y regiones mesentéricas. Existen estructuras linfáticas que también son consideradas como regiones linfáticas como el anillo de Waldeyer, bazo, apéndice, timo y placas de Peyer. Cuando se afecta al bazo se añade al estadio la letra S (del inglés spleen) y basta que esté aumentado de tamaño en la palpación o por técnicas de imagen, no siendo necesaria la biopsia esplénica.
- Órganos extralinfáticos: son los pulmones, hueso, hígado, cerebro, médula ósea, pleura, peritoneo, glándulas suprarrenales, piel y otros. La afectación hepática, aunque sea localizada, siempre se considera una afectación difusa.

## Tratamiento de los linfomas
Cada linfoma tiene un tratamiento diferente, pero los tratamientos convencionales ahora incluyen diversos regímenes de quimioterapia, radioterapia, e inmunoterapia, o combinaciones de dichos tratamientos, dependiendo del paciente y su contexto.

## Grupo de apoyo para pacientes con linfoma folicular
https://www.facebook.com/groups/563512811313198/?ref=share
- Wikimedia Commons alberga una categoría multimedia sobre Linfoma.
- En MedlinePlus hay más información sobre Linfoma
- Instituto Nacional de Salud de EE. UU.
- www.linfomaymieloma.com

- Datos: Q208414
- Multimedia: Lymphomas / Q208414